# José Miguel de Velasco
José Miguel de Velasco is een provincie in het departement Santa Cruz in Bolivia. De provincie heeft een oppervlakte van 65.425 km² en heeft 69.742 inwoners (2012). De hoofdstad is San Ignacio de Velasco.
José Miguel de Velasco is verdeeld in drie gemeenten:
- San Ignacio de Velasco
- San Miguel de Velasco
- San Rafael

Andrés Ibáñez · 
Ángel Sandoval · 
Chiquitos · 
Cordillera · 
Florida · 
Germán Busch · 
Guarayos · 
Ichilo · 
Ignacio Warnes · 
José Miguel de Velasco · 
Manuel María Caballero · 
Ñuflo de Chávez · 
Obispo Santistevan · 
Sara · 
Vallegrande